# 서대항
서대항(西大港)은 경상남도 남해군 창선면 서대리, 창선도 섬의 서대마을 인근에 있는 어항이다. 2002년 8월 6일 어촌정주어항으로 지정하여 관리하고 있다. 시설관리자는 남해군수이다.

## 어항 연혁
- '한재'라는 큰 고개의 서쪽에 있는 마을이라 하여 '서한재' 또는 서대(西大)라 불리고 있다.

## 어항 시설
- 선착장 L=153m, B=5m, 물량장 L=50m, B=13m

## 주요 어종
- 도다리, 노래미, 바지락, 볼락 등